# Giuseppe Borgatti
Giuseppe Borgatti, né le 17 mars 1871 à Cento dans province de Ferrare et mort le 18 octobre 1950 à Reno di Leggiuno dans la province de Varèse, est un chanteur d'opéra italien, considéré comme l'un des grands ténors « wagnériens » italiens de son époque.
Giuseppe Borgatti est le père de la pianiste Renata Borgatti (1894-1964).

## Biographie
Giuseppe Borgatti fait ses débuts sur scène dans le rôle de Faust en 1892 à Castelfranco Veneto. Quatre ans plus tard, il crée le rôle-titre de l'opéra d'Umberto Giordano, Andrea Chénier, à La Scala de Milan. Il chante dans toute l'Europe et en Amérique du Sud, sans toutefois avoir l'occasion de se produire à Covent Garden, au Metropolitan Opera de New York ou à La Monnaie à Bruxelles.
En 1899, Giuseppe Borgatti chante, sous la direction de Toscanini, dans la première version italienne de Siegfried de Richard Wagner, qui recueille un énorme succès. Le 17 décembre 1910, il reprend le rôle-titre de Siegfried, à La Scala, aux côtés de Tina Poli Randaccio, qui fait ses débuts sur la prestigieuse scène de la capitale lombarde, dans le rôle de Brunnehilde, et de Fanny Anitua, qui fut une inoubliable Erda, selon les comptes rendus des critiques contemporains. Ténor réputé, Giuseppe Borgatti est considéré comme l'un des grands ténors « wagnériens » italiens de son époque, mais il est accusé de « méditerranéiser » Wagner, et ce d’autant plus que, comme la plupart des chanteurs italiens de l’époque, il chante la musique de Wagner en italien, devenu en quelque sorte une seconde langue pour les opéras de Wagner, au lieu de l'original en allemand. Néanmoins, sur la base de ses performances dans sa langue maternelle, il est, en 1904, le premier ténor italien à être invité à se produire à Bayreuth.
Il prend sa retraite de la scène à l'apogée de sa carrière, en 1914, en raison de problèmes de vision (un glaucome qui provoquera une cécité presque totale), mais continue par la suite à donner des concerts et à dispenser son enseignement.
Il meurt à l'âge de 79 ans, 18 octobre 1950 à Reno di Leggiuno, près du Lac Majeur.